# Phönix D.II
Il Phönix D.II, designazione aziendale Type 9, fu un caccia monoposto biplano sviluppato dall'azienda austro-ungarica Phönix Flugzeugwerke AG negli anni dieci del XX secolo.
Evoluzione del precedente Phönix D.I, a sua volta derivato dal tedesco imperiale Hansa-Brandenburg D.I prodotto su licenza dalla Phönix, entrò in servizio con i reparti da caccia della k.u.k. Luftfahrtruppen, l'aeronautica militare imperiale, nelle fasi finali della prima guerra mondiale, ben presto affiancato da modelli più efficienti.

## Storia del progetto
Quando il Phönix D.I iniziò ad essere introdotto nell'ottobre 1917, benché indicato possedere eccellenti caratteristiche di volo da parte dei piloti, questi segnalarono che le prestazioni complessive rimanevano nella media. A tale scopo l'ufficio tecnico della Phönix elaborò una serie di modifiche da introdurre in un nuovo modello, specificatamente nella velatura e nell'impennaggio.
Il prototipo, indicato dall'azienda come 20.18, differiva dal D.I per avere il piano alare superiore realizzato in un unico pezzo, abbandonando la soluzione ad angolo di diedro positivo che caratterizzava la precedente soluzione a due parti; inoltre gli alettoni erano di diverso disegno, più larghi dei precedenti. L'impennaggio mantenne quasi inalterato il disegno della sezione verticale, ma con i due stabilizzatori che abbandonavano la pianta triangolare per una a corda ridotta. In questa configurazione ed equipaggiato con un motore Hiero 6 da 200 PS (147 kW), lo stesso del precedente modello, risultava più leggero di 80 kg rispetto al D.I ed iniziò le prove in volo nel novembre 1917, nel corso delle quali riuscì a esprimerne un'incoraggiante velocità variometrica raggiungendo i 5 000 m (16 405 ft) di quota in meno di 20 min, 8 in meno del suo predecessore.
Ottenuta quindi l'idoneità al servizio dalle autorità militari, ne venne avviata la produzione in serie rispondendo ad un ordine di fornitura per 48 esemplari, al quale fece seguito un secondo ordine per altre 48 unità per la versione indicata D.IIa destinata a utilizzare un V6 Hiero dalla potenza aumentata a 230 PS, versione che per mancanza di disponibilità di questi propulsori venne consegnata per il 20% con il motore da 200 PS.

## Tecnica
Il Phönix D.I conservava l'aspetto per l'epoca convenzionale del modello capostipite della serie, il Hansa-Brandenburg D.I: biplano, monomotore monoposto con carrello fisso.
La fusoliera di sezione rettangolare, raccordata dorsalmente e realizzata con struttura in legno ricoperta da pannelli in compensato, era caratterizzata dal singolo abitacolo aperto destinato al pilota  protetto da un parabrezza. Posteriormente terminava in un impennaggio classico monoderiva con elemento verticale di forma ovoidale allungata e dotato di lunghi piani orizzontali controventati che terminavano in due distinti equilibratori.
La configurazione alare era biplana a scalamento positivo, con ala superiore dalla maggiore superficie ed apertura dell'inferiore, collegate tra loro da una coppia di montanti per lato con struttura complessivamente irrobustita da tiranti in cavetto d'acciaio.
Il carrello d'atterraggio era fisso e ammortizzato, montato su una struttura tubolare al di sotto della fusoliera, con le due ruote di grande diametro collegate da un asse rigido, integrato posteriormente da un pattino d'appoggio posizionato sotto la coda.
La propulsione era affidata ad un motore Hiero 6, un sei cilindri in linea raffreddato a liquido, capace di erogare una potenza pari a 200 PS (147 kW), posizionato all'apice anteriore direttamente integrato nella struttura della fusoliera ed abbinato ad un'elica bipala in legno a passo fisso. L'impianto di raffreddamento prevedeva l'installazione del radiatore appoggiato sulla parte centrale dell'ala superiore. Nella successiva versione D.IIa la motorizzazione, inalterata nell'architettura, esprimeva 230 PS.
L'armamento consisteva in una coppia di mitragliatrici Schwarzlose M.16 calibro 8 mm poste davanti all'abitacolo che, grazie a un dispositivo di sincronizzazione, consentivano di sparare senza conseguenze attraverso il disco dell'elica.

## Impiego operativo
I Phönix D.II iniziarono ad essere consegnati ai reparti del k.u.k. Luftfahrtruppen dal marzo 1918, dove vennero impiegati nel ruolo di caccia dalle Fliegerkompanie (Flik) impegnate sui fronti della prima guerra mondiale. Il modello venne affiancato dalla versione D.IIa dal maggio successivo, versione utilizzata dall'asso dell'aviazione Sándor Kasza con il quale conseguì il suo ultimo abbattimento accreditato durante il conflitto.
Di questi 10 esemplari vennero trasferiti ai reparti aerei della k.u.k. Kriegsmarine, la marina militare austro-ungarica, nell'agosto 1918.
Al 15 ottobre 1918 3 esemplari (compresi i Phonix D.I) erano in linea nella Flik 12Rb.

## Utilizzatori
Austria-Ungheria
- k.u.k. Luftfahrtruppen
- k.u.k. Kriegsmarine